# Мечеть шаха Аббаса
Мечеть шаха Аббаса або П'ятнична (Джума) мечеть (перс. مسجد شاه عباس) — шиїтська мечеть, побудована в XVII столітті за наказом шаха Аббаса (1557-1625), який двома роками раніше відвоював Еріванську фортецю у османів.

## Опис
За архітектурним стилем і монументальністю ця нагадувала Джуму-мечеть у Гянджі, оскільки була побудована тим самим архітектором – шейхом Баха-ад-діном. Вона знаходилася у фортеці зі східного боку палацу єреванських ханів, відомого як Сардарський палац. До архітектурного комплексу мечеті входили: медресе, бібліотека, гостьовий будинок та широкий внутрішній двір.

## Історія
Побудована в 1606 за наказом шаха Аббаса, після того як він відвоював Еріванську фортецю у Османської імперії.
За часів Еріванського ханства бідняки отримували триразове харчування на кухні мечеті.
Мечеть зазнавала численних реставрацій. На момент початку 1918 цей архітектурний комплекс перебував у запустінні і поступово руйнувався.
Деякі джерела стверджують, що три мечеті, що існували в Єревані — мечеть шаха Аббаса, мечеть Аббас-Мірзи і мечеть Сардар, насправді є однією і тією ж мечеттю.